# Michael Lang (Journalist, 1964)
Michael Lang (* 9. März 1964 in Wien) ist ein österreichischer Journalist. Er war von 2005 bis 2018 Chefredakteur der Austria Presse Agentur (APA).

## Leben
Michael Lang absolvierte das Theresianum in Wien und wurde danach zum Milizoffizier ausgebildet. Nach einigen Semestern Jura-Studium an der Universität Wien arbeitete er ab 1985 als freier Journalist. Von 1988 an war er Chronik-Redakteur der APA, 1994 wurde er Leiter des Ressorts. Von 1997 an war er stellvertretender Chefredakteur der APA. Als solcher kümmerte er sich unter anderem um eine Neustrukturierung der APA-Redaktion und den Umzug des Unternehmens aus Wien-Heiligenstadt in einen Neubau mit modernem Newsroom in der Nähe des Wiener Naschmarkts.
2005 folgte er Wolfgang Mayr als APA-Chefredakteur. Sein Vertrag wurde von Vorstand und Aufsichtsrat der APA (bestehend aus Eigentümervertretern der österreichischen Tageszeitungen und des ORF) mehrmals verlängert, zuletzt im Jahr 2017 bis Mitte 2021. Ende 2018 legte er seine Position auf eigenen Wunsch zurück. Als Chefredakteur folgte ihm Johannes Bruckenberger nach.
Mit Dezember 2023 wurde er Chief Operating Officer der bettertogether group.